# Sam Alves
Samuel Martins Alves (Ceara, 3 de junio de 1989) es un cantante brasileño que participó en las audiciones a ciegas de la cuarta temporada de La Voz, donde cantó "Feeling Good", en la voz de Nina Simone.
En diciembre de 2013, Sam ganó la segunda temporada de The Voice Brasil (Brasil) y firmó con la discográfica Universal Music Brasil.

## Biografía
A tan solo dos días de haber nacido, Sam fue abandonado en una caja de zapatos en la puerta de una casa en Fortaleza, Ceará. Junto a él había una nota escrita con algunos errores de ortografía que decía que nació el 3 de junio de 1989 y le dieron papilla a las 3:00 del 5 de junio, el mismo día que lo encontraron Luiz y Raquel Alves. Al cumplir los cuatro años su familia decidió mudarse a Estados Unidos. El joven creció y se educó en Massachusetts. Su padre era pastor y se dedicaba a repartir periódicos. Su madre, Raquel, limpiaba casas para ganarse la vida.
A los 14 años, su madre empezó a educarlo para cantar en la iglesia y, posteriormente, los dos volvieron a Brasil para trabajar como misioneros. Sam siguió mejorando y estudió en la Escuela de Música de Brasilia, e incluso grabó un disco de gospel independiente con su hermana Samara. A los 17 años, su madre y él regresaron a Estados Unidos, donde se había quedado su padre, Luis. En un año, la pareja se separó y se divorció. Sam se quedó con su madre, con quien pasó por algunas dificultades económicas. Raquel tenía dos trabajos para salvar su casa de la ejecución hipotecaria, mientras que Sam le ayudaba en el trabajo para poder contribuir a las facturas de la casa y continuar yendo a la universidad para obtener su título de medicina. Siguió dedicándose a la música, pero solo como pasatiempo, actuando en la iglesia como líder de adoración. Formó parte del coral de algunas de sus escuelas, el "Coro de la Universidad Estatal de Worcester", y tomó lecciones de canto con uno de los entrenadores de canto de la escuela. Gracias a esta experiencia, se dio cuenta de que su pasión era la música, no ser médico.

## Vida personal
Sam es un hombre gay. Lo anunció en una publicación de Instagram, en la que habla de las dificultades mentales por las que pasó al haber sido criado en un hogar religioso y estar en el punto de mira mediático por su fama.

## La voz

### The Voice
En abril de 2013, Sam participó en las audiciones a ciegas de la cuarta temporada de The Voice (EE. UU.). Cantó "Feeling Good" de Nina Simone. Los cuatro jueces, Adam Levine, Blake Shelton, Usher y Shakira, parecían disfrutar de la actuación, pero ninguno presionó el botón. Shakira, visiblemente arrepentida, les dijo a sus compañeros que iba a hablar en portugués: "Eu adorei você. Acho que você é um cantor realmente bom", que significa: "Me ha encantado tu voz, creo que eres un muy buen cantante".

### La voz Brasil
En octubre de 2013, a los 24 años de edad, Sam Alves participó en las audiciones a ciegas de The Voice Brasil (Brasil), cantando "When I Was Your Man" de Bruno Mars y consiguió que los cuatro jueces giraran sus sillas. Lulu Santos elogió la actuación:
"Me ha resultado muy interesante ver su entrega a su arte. No lo hacía por el público o para la cámara, lo hacías para ti".
Sam eligió a Cláudia Leitte como su mentora: "Quiero cantar con ella". La canción que interpretó para su audición estuvo disponible para su descarga digital en iTunes Store y se posicionó en el número uno, por delante de la versión original de Bruno Mars. En la segunda fase del espectáculo, Sam luchó contra Marcela Bueno cantando la canción "A Thousand Years" y ganó. La actuación de los dos fue elogiada por la compositora e intérprete original de la canción, Christina Perri: "Felicitaciones a los dos. ¡Ha sido mi cover favorita, de aquí a MIL AÑOS! ¡Ha sido una preciosidad!" dijo la cantante. En la fase de tira-teima, Sam decidió cantar en portugués. Interpretó la canción "Pais e Filhos" de la banda Legião Urbana . Fue salvado por el público, junto a Júlia Tazzi, y poco después elegido por la entrenadora Claudia para continuar en su equipo. En su primera actuación de las rondas EN VIVO cantó "Espejos " y fue salvado por la población brasileña, con el 59% de los votos. En la semifinal, Sam cantó "Você Existe Em Mim", canción de su mentora Cláudia Leitte. Alves recibió 20 puntos de su entrenador y el 84% de los votos del público y se clasificó para la final del espectáculo.
La final comenzó con los cuatro finalistas cantando "Não Quero Dinheiro (Só Quero Amar)" de Tim Maia . En su actuación en solitario, Sam cantó "Hallelujah" de Leonard Cohen. Luego cantó un dueto con su entrenadora Cláudia Leitte, cantaron "A Camisa eo Botão". Al final del programa, Sam fue anunciado como el ganador de la temporada, con el 43% de los votos populares entre los más de 29 millones de votos.

## Filmografía

### Televisión
| Año  | Título               | Rol           | Notas     |
| ---- | -------------------- | ------------- | --------- |
| 2012 | The Voice            | Él mismo      | Candidato |
| 2013 | Sins of the Preacher | Participación |           |
| 2013 | The Voice Brasil     | Él mismo      | Ganador   |

## Discografía

### Álbumes de estudio
| Álbum     | Detalles                                                                                            | Ventas           |
| --------- | --------------------------------------------------------------------------------------------------- | ---------------- |
| Sam Alves | - Lanzamiento: 1 de abril de 2014 - Formatos: CD, descarga digital - Discográfica: Universal Music  | - Brasil: 30.000 |
| ID        | - Lanzamiento: 31 de marzo de 2015 - Formatos: CD, descarga digital - Discográfica: Universal Music | - Brasil: 15.000 |

### Sencillos
| Título                              | Año  | Mejores puestos | Álbum     |
| Título                              | Año  | BRA             | Álbum     |
| ----------------------------------- | ---- | --------------- | --------- |
| "Be with Me"                        | 2014 | –               | Sam Alves |
| "Você Merece Mais (Tú Mereces Más)" | 2014 | –               | Sam Alves |
| "Nosso Video"                       | 2015 | 54              | ID        |
| "Esse Misterio"                     | 2015 | 88              | ID        |
| "Nao Vou Parar"                     | 2016 | –               | ID        |

### Participaciones
- "Pon El Alma En El Juego" – Canción de la Copa América de Chile 2015
- "Intenção" – Duda Ft. Sam Alves (2015)
- "Fôlego" – Dalto Max Ft. Sam Alves (2018)
- "Aquele Amor" – Sam Alves & Freqncy (2019)

## Giras
- 2014: Sam Alves Tour
- 2015: ID Tour

## Premios y nominaciones internacionales
| Año  | Premio                                            | Categoría      | Resultado |
| ---- | ------------------------------------------------- | -------------- | --------- |
| 2014 | Premios de la Prensa Internacional Brasileña 2014 | Mejor cantante | Ganador   |
| 2014 | Premios Multishow de Música Brasileña 2014        | Experimento    | Ganador   |
| 2015 | Premios Shorty                                    | Cantante       | Nominado  |
| 2015 | Troféu Imprensa 2015                              | Revelación     | Ganador   |
| 2015 | Adote um cara                                     | Cantante       | Nominado  |
| 2015 | Premios Multishow de Música Brasileña 2015        | Mejor cantante | Nominado  |